# Dominikus Müller
Dominikus Müller (* 1978 in Memmingen) ist ein deutscher Autor, Kunstjournalist und Übersetzer. 

## Leben
Müller studierte Soziologie, Philosophie und Politikwissenschaften an der Freien Universität in Berlin. Er schreibt Artikel u. a. für das Artforum, Texte zur Kunst, artnet.de, die Berliner Zeitung, die taz sowie den Tagesspiegel. Von 2013 bis zur Einstellung der Zeitschrift war Müller Nachfolger von Jennifer Allen als Chefredakteur der Kunstzeitschrift Frieze d/e.
Müller ist Lehrbeauftragter beim Institut für Kunst im Kontext der Universität der Künste Berlin.

## Werke (Auswahl)
- Judith Fegerl, zusammen mit Thomas Häusle, Verlag für moderne Kunst, 2024, ISBN 978-3-99153-021-3